# 琅岐岛
琅岐岛（平話字：Làu-giè-dō̤）是中國福建省東部沿海的一座島嶼，為福建第四大岛，行政區劃上隸屬马尾区琅岐镇。琅岐岛地處闽江入海口，將其分成南北两個支流，素有「闽江口明珠」之稱。

## 概述
琅岐岛的经济以农业为主，兼有休闲旅游业，屬於福州地區發展較落後的一帶。島上遊憩設施不多，琅岐渡口附近設有「海峽青年交流營地」，是「海峽青年節」的永久會址，供來訪交流的兩岸青年學生舉行海青節的各項活動。

## 交通
琅岐島与外界的联系长期以来一直依靠渡輪。1976年琅岐渡口修建，1979年琅岐—东岐渡口开通，开通了汽车轮渡。1997年，琅岐岛修建了联通长乐区的琅岐大桥，但由于经这座桥前往马尾或者福州市区需绕行长乐，大多数人依然选择轮渡出行。2014年1月1日，连接福州市主城区的琅岐闽江大桥正式通车，结束了琅岐依赖轮渡出行的历史。現今從琅岐閩江大橋開車前往福州市區，經104国道進入福州市區約40分鐘。
2001年1月2日，為促進海峽兩岸雙方交流，中華人民共和國政府與中華民國政府經磋商後宣佈實施「小三通」，其中就包括了琅岐—福澳航線；現今旅客可自琅岐渡口搭乘渡輪前往由中華民國控制的馬祖列島。